# Дашкова, Екатерина Романовна
Княгиня Екатери́на Рома́новна Да́шкова (урождённая Воронцо́ва; 17 (28) марта 1743, Санкт-Петербург — 4 (16) января 1810, Москва) — государственная деятельница Российской империи, одна из самых заметных личностей русского Просвещения, писательница и педагог. Многолетняя подруга и сподвижница императрицы Екатерины II, сыгравшая значительную роль в восшествии последней на престол в 1762 году. Первая в истории России женщина неимператорского происхождения, занимавшая высокие государственные посты: директор Императорской Академии наук и художеств в Санкт-Петербурге (1783—1796), инициатор учреждения и первый председатель Императорской Академии Российской (1783—1796); организатор и участница создания первого толкового словаря русского языка — «Словаря Академии Российской».

## Биография
Екатерина Воронцова была третьей дочерью графа Романа Илларионовича Воронцова, члена Сената и генерал-аншефа. Мать — Марфа Ивановна, урождённая Сурмина (1718—1745), происходила из богатой купеческой семьи. Дядя Михаил Илларионович был канцлером Российской империи в 1758—1765 годах, а брат Александр Романович — в 1802—1805 годах. Брат Семён Романович — дипломат, известный англофил. Сестра Елизавета Романовна Полянская — фаворитка Петра III. Другая сестра Мария Романовна (1737—1765) была в замужестве за П. А. Бутурлиным.
С четырёхлетнего возраста воспитывалась в доме дяди, вице-канцлера Михаила Илларионовича Воронцова. «Превосходное», по понятиям того времени, «чисто Французское» воспитание её (вместе с кузиной Анной) ограничивалось обучением языкам, танцам и рисованию. «Только благодаря случайности» (Екатерина заболела корью и её «отправили в деревню, за семнадцать вёрст от Петербурга») она пристрастилась к чтению и сделалась одной из образованнейших женщин своего времени. Её любимыми писателями были Бейль, Монтескьё, Вольтер, Буало и Гельвеций. Узнав о её любви к чтению, литературные новинки того времени посылал ей И. И. Шувалов.
В феврале 1759 года Екатерина Романовна Воронцова вышла замуж за князя Михаила Ивановича Дашкова, потомка смоленских Рюриковичей, и переехала с ним в Москву.

### Участие в политике
С ранних лет Екатерину постоянно занимали вопросы политики. Ещё в детстве она рылась в дипломатических бумагах своего дяди и следила за ходом русской политики. Время интриг и быстрых государственных переворотов способствовало развитию в ней честолюбия и желания играть историческую роль. До некоторой степени Екатерине это и удалось.
Ещё будучи молодой девушкой, она была связана со двором и стала одной из ведущих личностей движения, поддержавшего Екатерину Алексеевну при восхождении на престол. В 1758 году она была отрекомендована великой княгине Екатерине Алексеевне «как молодая девушка, которая проводит почти всё своё время за учением», и познакомилась с ней лично. Дашкову и великую княгиню связывали не только личное расположение, но и литературные интересы:

В ту эпоху, о которой я говорю, наверное, можно сказать, что в России нельзя было найти и двух женщин, которые бы, подобно Екатерине и мне, серьёзно занимались чтением; отсюда, между прочим, родилась наша взаимная привязанность, и так как великая княгиня обладала неотразимой прелестью, когда она хотела понравиться, легко представить, как она должна была увлечь меня, пятнадцатилетнее и необыкновенно впечатлительное существо.

Окончательное сближение с Екатериной произошло в конце 1761 года по вступлении на престол Петра III. Дашкова участвовала в перевороте против Петра III, несмотря на то, что император был её крёстным отцом, а её сестра Елизавета была его фавориткой и могла стать его новой женой. Задумав государственный переворот, и вместе с тем желая до времени оставаться в тени, Екатерина Алексеевна избрала главными союзниками своими Григория Григорьевича Орлова и княгиню Дашкову. Первый пропагандировал среди войск, вторая — среди сановников и аристократии. Благодаря Дашковой были привлечены на сторону императрицы граф Н. И. Панин, граф К. Г. Разумовский, И. И. Бецкой, Ф. С. Барятинский, А. И. Глебов, Г. Н. Теплов и др.
Когда переворот совершился, другие лица, против ожиданий Екатерины Романовны, заняли первенствующее место при дворе и в делах государственных; вместе с тем охладели и отношения императрицы к Дашковой.

### Поездки за границу

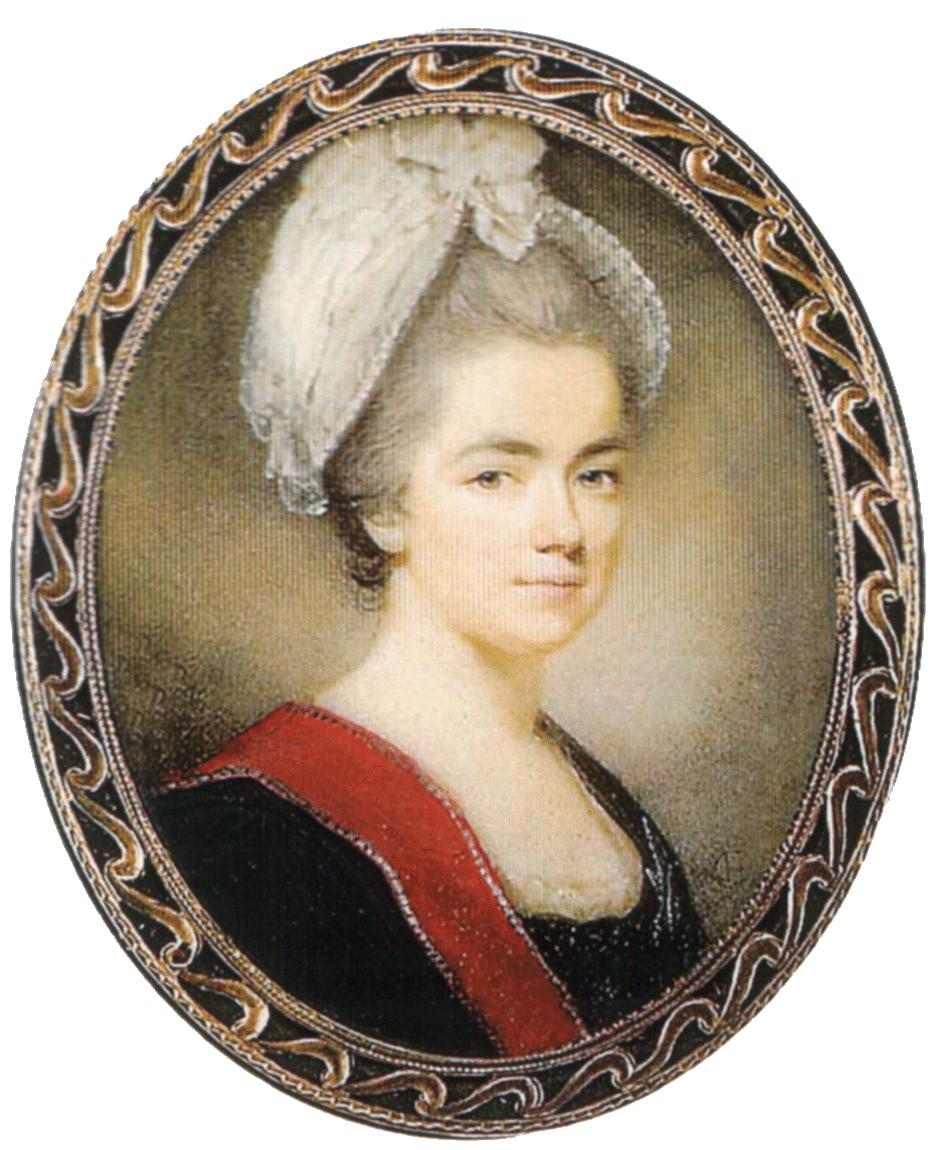
Художник Озайас Хэмфри. Е. Р. Дашкова, 1770-е.

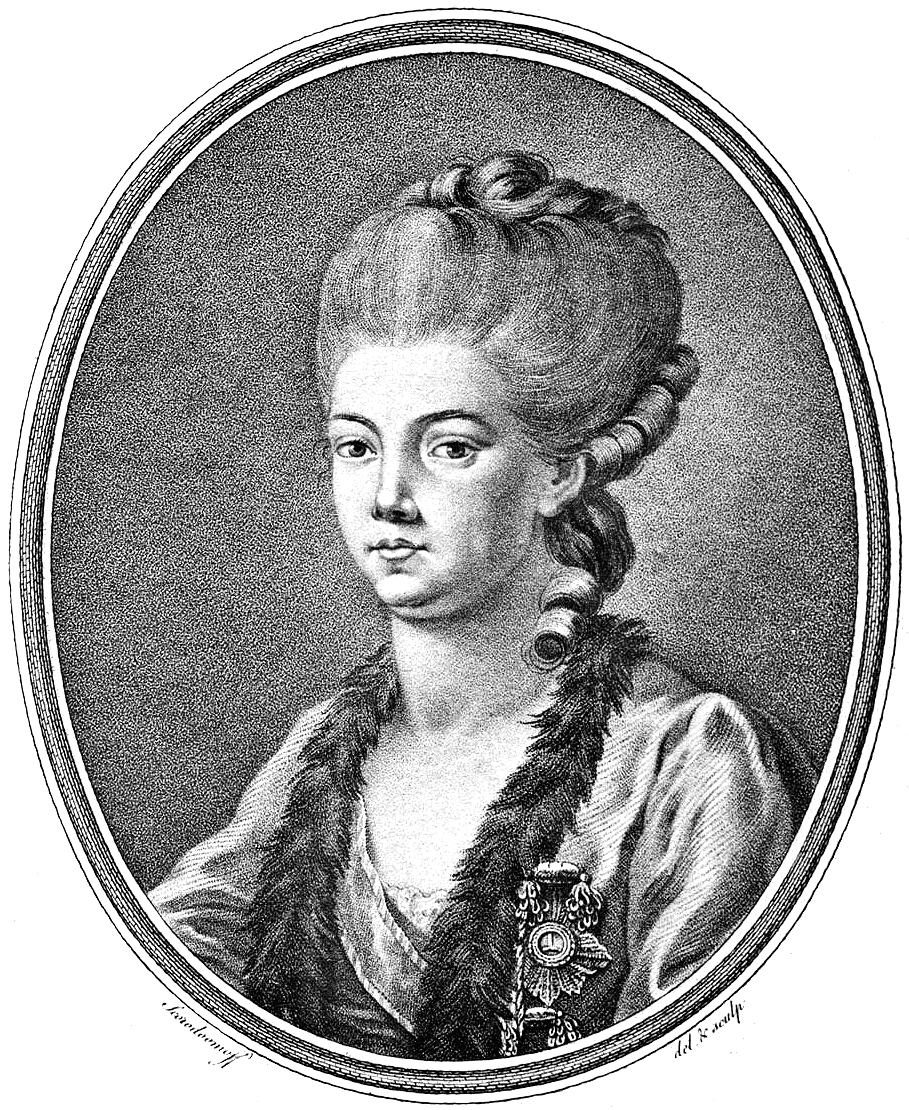
Е. Р. Дашкова, 1777

Некоторое время спустя после смерти своего мужа, бригадира князя Михаила Ивановича Дашкова (1764), Екатерина провела время в подмосковном имении Михалково, а в 1768 году предприняла поездку по России. С Екатериной II у Дашковой после событий 1762 года сложились не очень сердечные отношения, но она оставалась весьма преданной императрице. Однако ей часто не нравились фавориты императрицы, и она нередко сердилась насчёт даров и внимания, которое им уделялось. Прямолинейные манеры Дашковой, её неприкрытое презрение к дворцовым фаворитам и чувство недооценки её заслуг создали отчуждение между ней и Екатериной, из-за чего Дашкова испросила позволение уехать за границу. Позволение было дано, и спустя короткое время она уехала, оставаясь однако преданной соратницей и подругой Екатерины. Согласно некоторым сведениям, настоящей причиной отъезда Дашковой был отказ Екатерины назначить её полковником императорской гвардии.
В декабре 1769 года ей разрешено было заграничное путешествие. Дашкова в течение 3 лет посетила Англию, Францию, Швейцарию, Пруссию. Во время обширной поездки по Европе была принята с большим уважением при иностранных дворах. Её литературная и научная репутация обеспечила ей доступ к обществу учёных и философов в столицах Европы. В Париже она заложила крепкую дружбу с Дидро и Вольтером.
1775—1782 годы она снова провела за границей ради воспитания своего единственного сына, окончившего курс в Эдинбургском университете. Она снова посетила Париж, Швейцарию и Германию, а также Италию. Несколько лет прожила в Шотландии, где постоянно общалась c Адамом Смитом, Уильямом Робертсоном, которому доверила обучение своего сына, и другими вождями шотландского Просвещения.
Во время пребывания в Париже в 1789 году познакомилась с Бенджамином Франклином, и по его инициативе и рекомендации принята в том же году в члены Американского философского общества, став вторым представителем России (первым был Т. И. фон Клингштадт) и первой женщиной — членом Общества. По рекомендации Дашковой в том же году в члены Российской академии наук принят Б. Франклин.

### Управление академией и литературная деятельность
Вам известны обширность и богатства языка нашего; на нем сильное красноречие Цицероново, убедительная сладость Демосфенова, великолепная Вергилиева важность, Овидиево приятное витийство и гремящая Пиндара лира не теряют своего достоинства; тончайшие философические воображения, многоразличные семейственные свойства и премены имеют у нас пристойные и вещь выражающие речи; однако при всех сих преимуществах недоставало языку нашему предписанных правил постоянного определения речениям и непременного словам знаменования. Отсюду происходили разнообразность, в сопряжении слов не свойственная, или паче рещи обезображивающие язык наш речения, заимствуемые от языков иностранных
В 1782 году Дашкова вернулась в российскую столицу, и её отношения с Екатериной вновь улучшились. Екатерине очень нравился литературный вкус Дашковой, но главным образом ей импонировало желание Дашковой возвести русский язык в ранг великих литературных языков Европы.
Указом от 24 января (4 февраля) 1783 года императрица назначила Дашкову на пост директора Петербургской Академии наук при президентстве графа К. Г. Разумовского, который она занимала до 12 (23) августа 1794 года, когда Дашкова была уволена в отпуск, до 12 (23) ноября 1796 года, когда она была уволена от дел вовсе. Далее её должность исправлял Павел Петрович Бакунин.
Екатерина Романовна Воронцова-Дашкова стала первой женщиной в мире, которая управляла Академией наук. Также по её предложению 30 сентября (11 октября) 1783 года была учреждена Императорская Российская академия, имевшая одной из главных целей исследование русского языка, и Дашкова стала её первым председателем.

По назначении директором Академии наук Дашкова в своей речи выражала уверенность, что науки не будут составлять монополию академии, но «присвоены будучи всему отечеству и вкоренившись, процветать будут». С этой целью по её инициативе были организованы при академии публичные лекции по математике и естественной истории (ежегодно, в течение 4 летних месяцев, до 1802 года), имевшие большой успех и привлекавшие большое число слушателей. Дашкова увеличила число студентов-стипендиатов академии с 17 до 50 и воспитанников академии художеств — с 21 до 40. В продолжение 11 лет директорства Дашковой академическая гимназия проявляла свою деятельность не только на бумаге. Несколько молодых людей отправлены были для довершения образования в Гёттинген. 

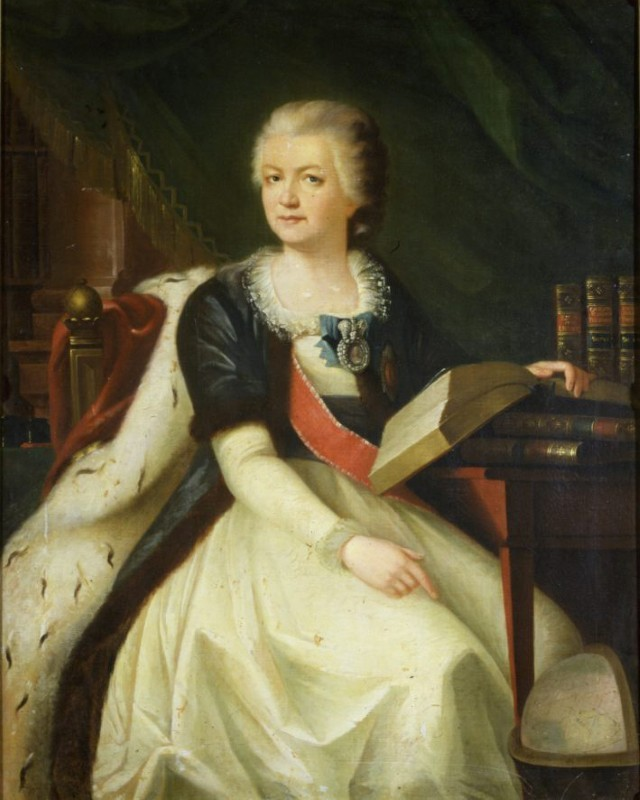
Неизвестный русский художник. Парадный портрет Воронцовой-Дашковой изображает её рядом с книгами, намекая на учёность. 1790-е гг.

Учреждение так называемого «переводческого департамента» (взамен «собрания переводчиков» или «российского собрания») имело целью доставить русскому обществу возможность читать лучшие произведения иностранных литератур на родном языке. Именно в это время появился целый ряд переводов, по преимуществу с классических языков.
По почину Дашковой был основан журнал «Собеседник любителей российского слова», выходивший в 1783 и 1784 годах (16 книжек) и носивший сатирическо-публицистический характер. В нём участвовали лучшие литературные силы: Державин, Херасков, Капнист, Фонвизин, Богданович, Княжнин. Здесь помещены были «Записки о русской истории» императрицы Екатерины, её же «Были и небылицы», ответы на вопросы Фонвизина, «Фелица» Державина.
Самой Дашковой принадлежит надпись в стихах к портрету Екатерины и сатирическое «Послание к слову: так». Другое, более серьёзное издание: «Новые ежемесячные сочинения» начато было с 1786 году (продолжалось до 1796 года). При Дашковой начата новая серия мемуаров академии, под заголовком «Nova acta acad. scientiarum petropolitanae» (с 1783 года). По мысли Дашковой издавался сборник при академии: «Российский феатр».
В доме Дашковой 18 (29) ноября 1783 года состоялось одно из первых заседаний Российской академии. Обсуждался проект полного толкового славяно-российского словаря, знаменитого впоследствии 6-томного «Словаря Академии Российской». Дашкова предложила ввести две новые буквы: «ґ» и диграф «іô» с «для выражения слов и выговоров, с сего согласия начинающихся, как матіорый, іолка, іож, іол», то есть для звука, который впоследствии стал обозначаться буквой «ё», аргументируя так: «выговоры сии уже введены обычаем, которому, когда он не противоречит здравому рассудку, всячески последовать надлежит». Обе эти буквы уже использовались некоторыми авторами в то время. Предложение Дашковой утвердить диграф было принято академией, но окончательное утверждение буквы «ґ» и диграфа «іô» было предоставлено будущему собранию в ожидании о буквах мнения от Высокопреосвященства митрополита Новгородского и Санкт-Петербургского Гавриила. Использование диграфа «іô» было отвергнуто митрополитом Гавриилом, из-за неправильности подобного выговора и недопустимости отображения его на письме:

«о московском нарѣчїи оставлено прежнее положенїе академїи; то есть чтобы не правильной оныхъ выговоръ исправлять правописанїемъ Священнаго Писанія»

В коллективном труде над словарём Дашковой принадлежит собирание слов на буквы Ц, Ш, Щ, дополнения ко многим другим буквам; она также много трудилась над объяснением слов (преимущественно обозначающих нравственные качества).
Сбережение многих академических сумм, умелое экономическое управление академией — несомненная заслуга Дашковой. Лучшей оценкой её может служить то, что в 1801 году, по вступлении на престол императора Александра I, члены российской академии единогласно решили пригласить Дашкову снова занять председательское кресло в академии (Дашкова отказалась от этого предложения).
Дашкова писала стихи на русском и французском языках, перевела «Опыт о эпическом стихотворстве» Вольтера («Невинное упражнение», 1763, и отд., СПб., 1781), переводила с английского. Некоторые её статьи напечатаны в «Друге Просвещения» (1804—1806) и в «Новых ежемесячных сочинениях». Ей принадлежит также комедия «Тоисёков, или человек бесхарактерный», написанная по желанию Екатерины для эрмитажного театра (1786), и драма «Свадьба Фабиана, или алчность к богатству наказанная» (продолжение драмы Коцебу: «Бедность и благородство души»).
Важным историческим документом являются мемуары Дашковой, изданные сначала на английском языке госпожой Вильмот в 1840 году, с дополнениями и изменениями. Французский текст мемуаров, принадлежащий несомненно Дашковой, появился позже («Mon histoire», в «Архиве кн. Воронцова», кн. XXI).
В 1859 году вслед за обнародованием в Англии записок Дашковой историк Иловайский опубликовал большую статью о ней.

### В опале

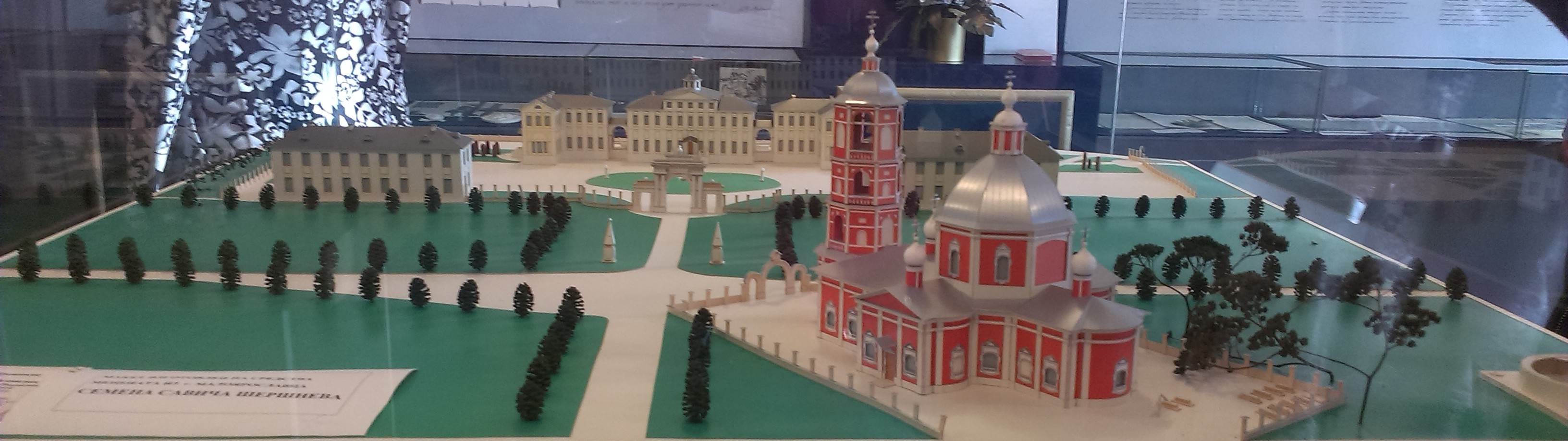
Макет усадьбы Троицкое

В результате придворной интриги очередного фаворита Екатерины II Платона Зубова неудовольствие императрицы Дашкова навлекла из-за печати в сборнике «Российский театр» (издававшемся при Академии) трагедии Княжнина «Вадим» (1795). Трагедия эта в итоге была изъята из обращения, однако княгине удалось объясниться с императрицей и разъяснить обстоятельства печати этого произведения. В том же 1795 году письменное прошение Дашковой об увольнении и двухгодичном отпуске для поправления дел было частично удовлетворено, и княгиня, продав петербургский дом и рассчитавшись с большей частью долгов, выехала из Санкт-Петербурга и жила в Москве и своём подмосковном имении Михалково, оставаясь при этом руководителем двух Академий.
В 1796 году, тотчас по восшествии на престол, император Павел отстранил Дашкову от занимаемых ею должностей и отправил в ссылку в отдалённое новгородское имение, которое принадлежало её сыну. Только при содействии императрицы Марии Фёдоровны и письменного прошения на имя императора Дашковой разрешено было вернуться в своё имение в Калужской губернии, а потом и в Москву, где она жила, не принимая более участия в литературных и политических делах. Её жизнь с той поры была тесно связана с имением Троицкое, которое она привела в образцовое состояние.
В 1807 году княгиня Дашкова передала Московскому университету свою богатейшую научную коллекцию, значительная часть которой была ею собрана в заграничных путешествиях. Коллекция включала около 15 тысяч биологических и минералогических образцов, а также книги, рисунки и физические инструменты.

### Смерть

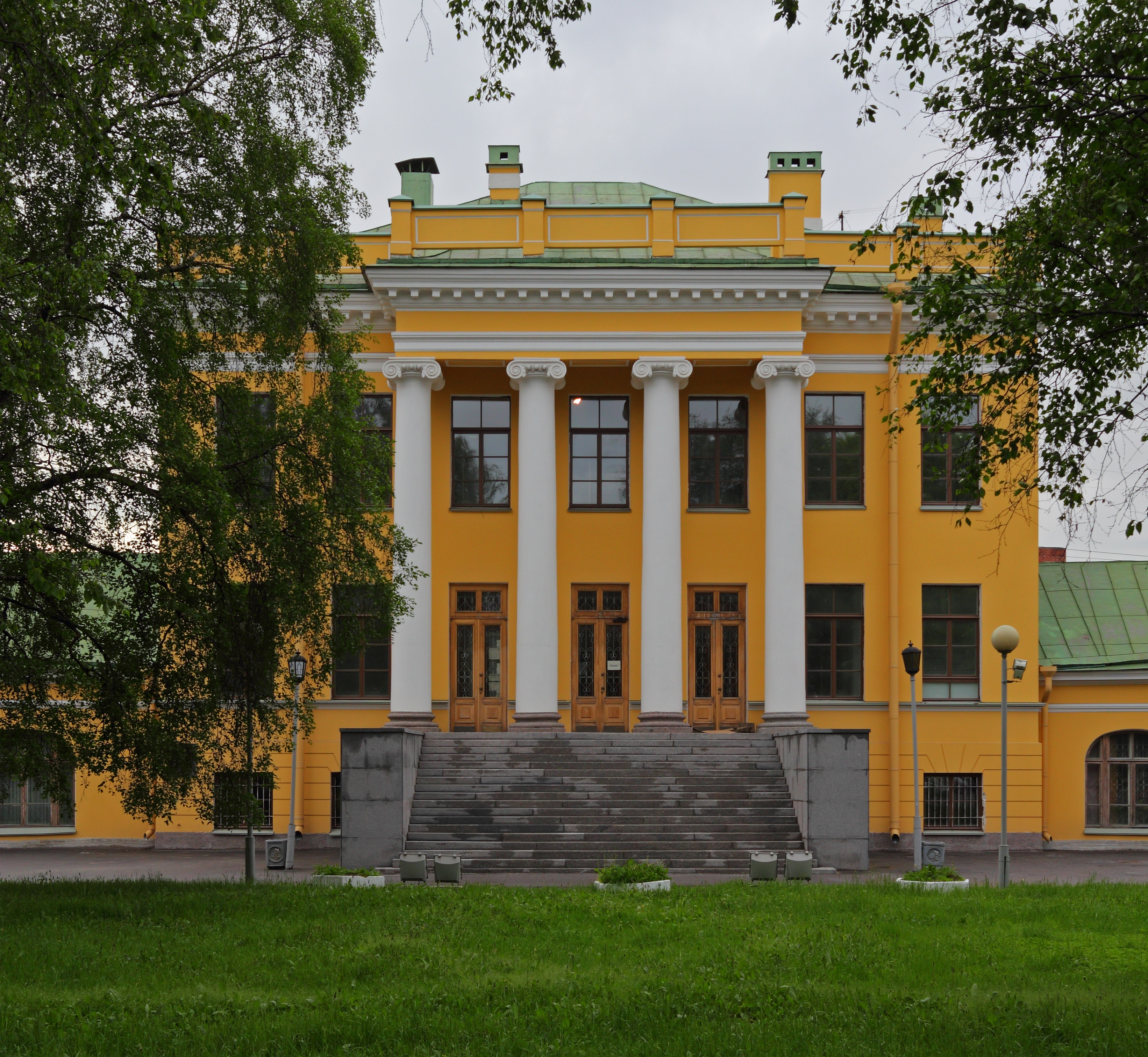
Усадьба Кирьяново в 2012 году

Дашкова скончалась 4 (16) января 1810 года и была погребена в храме Живоначальной Троицы в селе Троицком Калужской губернии. К концу XIX века следы надгробия были практически затеряны. 22 октября 1999 года по инициативе МГИ им. Е. Р. Дашковой надгробие было восстановлено и освящено архиепископом Калужским и Боровским Климентом. Установлено, что она была погребена в северо-восточном углу «трапезной части церкви, в левой стороне …, против столба», в склепе под полом. Устройство усыпальницы представителей княжеских родов в храме соответствовало русской мемориальной традиции. На стене трапезной между вторым и третьим окнами была помещена медная доска, на которой был текст эпитафии, составленный племянницей Дашковой Анной Исленьевой (1770—1847): «Здесь покоятся тленные останки княгини Екатерины Романовны Дашковой, урождённой графини Воронцовой, штатс-дамы, ордена св. Екатерины кавалера, императорской Академии наук директора, Российской Академии президента, разных иностранных Академий и всех российских учёных обществ члена. Родилась 1743 года марта 17, скончалась 1810 января 4. Сие надгробие поставлено в вечную ей память от приверженной к ней сердечной и благодарной племянницы Анны Малиновской, урождённой Исленьевой».

## Личная жизнь
От брака с М. И. Дашковым имела дочь и двух сыновей :
- Анастасия (21.2.1760—19.07.1831[15]), получила блестящее домашнее воспитание, в 1776 году вышла замуж за Андрея Евдокимовича Щербинина. Супруги подолгу жили врозь, часто ругались и периодически расходились. Анастасия Михайловна была скандалисткой, беспорядочно тратила деньги, влезала в долги. В 1807 году Екатерина Романовна лишила дочь наследства и запретила впускать к себе даже для последнего прощания. Будучи бездетной, воспитывала незаконных детей своего брата Павла — сына Михаила (30.11.1804—1881) и двух дочерей — Надежду (при крещении Ольга) (14.04.1802— 17.04.1882)[16], Любовь (12.11.1803— ?), которым дала фамилию своего мужа. Умерла в Москве, похоронена в Новоспасском монастыре.
- Михаил (1.2.1761—1762). В мемуарах Екатерины Романовны Дашковой упоминания о сыне Михаиле встречаются несколько раз, кратко и довольно сдержанно. Она пишет: «Было одиннадцать часов ночи; я послала за теткой и свекровью и через час родила сына Михаила» [17]. Младенец родился со слабым здоровьем и прожил один год. О смерти мальчика Екатерина Дашкова узнает, находясь в пути с императрицей Екатериной II: "Я ... горела нетерпением обнять моего Мишу, сына, которого я за год перед тем оставила на попечение свекрови, поэтому я просила Екатерину отпустить меня до вечера. Она старалась уговорить остаться дома под тем предлогом, что мне необходимо отдохнуть. Я, однако, решила подождать не долее полудня. После обеда, когда я собралась ехать, императрица отозвала меня и мужа в другую комнату и очень осторожно и нежно предупредила, что мой Мишенька умер". [17].
- Павел (1763—1807), московский губернский предводитель дворянства; завещал своё имущество графу И. И. Воронцову, которому император Александр I разрешил именоваться Воронцовым-Дашковым. Был женат с 14 (25) января 1788 года на неродовитой и нетитулованной дочери купца Анне Семёновне Алфёровой (1768—1809). Супружество Павла Михайловича не было счастливым, и супруги недолго жили вместе. Видимо, справедливо замечание современника, писателя-мемуариста Ф. Ф. Вигеля о том, что князь Дашков «долго не задумался, взял да и женился, не быв даже серьёзно влюблён». Екатерина Романовна не желала признавать семью сына и свою невестку увидела впервые только после смерти сына в 1807 году, спустя 19 лет после их свадьбы.

### Черты характера
Екатерина Романовна была энергичной, честолюбивой и властной женщиной. Её желание встать вровень или хотя бы рядом с ней и вызвало охлаждение проницательной Екатерины II, которая хорошо разбиралась в людях и ревниво следила за приближёнными.
Дашкова была очень деятельным человеком и лично занималась многими вещами — устанавливала цены на книги, издаваемые Академией Российской, самовольно решала когда и на ком следует жениться её крепостным крестьянам и т. д. Она обладала прямым характером, не боялась открыто высказывать своё мнение, в то же время была нервной и раздражительной, в связи с чем была плохим политиком и не могла участвовать в придворных интригах екатерининского двора.
Дашкова не только лично вела хозяйство своих имений (что не было редкостью в XVIII веке, так как многие дворянки сами занимались управлением своими имениями), при этом обладала предпринимательским талантом (что уже было редкостью для дворян) и к концу жизни сумела значительно увеличить своё состояние.
Современники отмечали редкую бережливость Екатерины Романовны. Говорили, что она собирала старые гвардейские эполеты и рассучивала их на золотые нити. Княгиня, обладавшая значительным состоянием, не стеснялась этого.
Дашкова была журналистом, писала пьесы, стихи, эссе, увлекалась чтением научной литературы и говорила на нескольких иностранных языках. При этом она обладала слабым здоровьем и быстро состарилась.

## Основные этапы биографии
- 17 (28 н.с.) марта 1743 (четверг) — в Санкт-Петербурге у Романа Илларионовича Воронцова и Марфы Ивановны Воронцовой (урождённой Сурминой) родилась дочь Екатерина. Крестными родителями девочки стали императрица Елизавета Петровна и великий князь Пётр Фёдорович, будущий император Пётр III.
- 19 апреля 1745 — Марфа Ивановна Воронцова — мать Екатерины Романовны — скончалась.
- 1745—1748 гг. — Екатерина Романовна воспитывалась в костромском имении Федосьи Артемьевны Сурминой — бабушки по материнской линии.
- 1748 — февраль 1759 — воспитание в семье дяди, вице-канцлера графа Михаила Илларионовича Воронцова и его супруги Анны Карловны (урождённой Скваронской — двоюродной сестры императрицы) вместе с их дочерью Анной Михайловной. Блестящее домашнее образование.
- 1766 — пребывание в Москве Екатерины II в связи с работой Уложенной комиссии. Екатерина Романовна встречалась с императрицей, отношения с которой были прохладными, но «очень вежливыми».
- 1768 — поездка Е. Р. Дашковой в Киев посещение Киево-Печерской Лавры.
- Декабрь 1769 — с разрешения императрицы Е. Р. Дашкова, под именем госпожи Михалковой, с сыном и дочерью отправляется в Ригу, а оттуда — в первое заграничное путешествие. Маршрут: Рига — Пруссия: Кёнигсберг — Данциг — Берлин — Бельгия: Спа — Англия: Лондон — Портсмут — Солсбери — Бат — Бристоль — Оксфорд — Виндзор — Франция: Париж — Экс-ан-Прованс (зима) — Швейцария.
- Ноябрь 1770 — в Париже 4 встречи с Денни Дидро — французским писателем, создателем французской энциклопедии, ярким представителем эпохи Просвещения.
- 10, 11, 12 мая 1771 (Швейцария) — встречи и беседы со знаменитым французским писателем и философом, основоположником французского Просвещения — Вольтером.
- Конец 1771 — возвращение из заграничного путешествия в Санкт-Петербург. Публикация описание путешествия по Англии: «Путешествие одной российской знатной госпожи по некоторым английским провинциям».
- Конец 1775 — Е. Р. Дашкова с разрешения Екатерины II уезжает за границу для продолжения образования сына. Её сопровождают недавно вышедшая замуж дочь, её муж — бригадир А. Е. Щербинин и многочисленный двор.
- Декабрь 1776 — май 1779 — обучение сына Павла в Эдинбургском университете. Активное участие княгини Дашковой в жизни шотландской столицы, общение с интеллектуальной элитой английского Просвещения (У. Робертсон, А. Фергюсон, А. Смит, Дж. Блэк).
- 1779—1782 — стажировка-путешествие по Европе (Франция, Италия, Голландия, Бельгия, Австрия, Германия) с целью ознакомления сына с политическим, экономическим и культурным устройством европейских стран. Княгиню Дашкову с огромным интересом принимают при европейских дворах, в университетах, как подругу и посланницу доброй воли Екатерины II. В Риме состоялась аудиенция княгини Дашковой и папы Пия VI. Обсуждалась тема создания музея Ватикана.
- Лето 1782 — возвращение Е. Р. Дашковой из второго заграничного путешествия в Санкт-Петербург, милостивый приём у Екатерины II. Молодой князь П. М. Дашков пожалован в капитан-поручики Семёновского полка.
- 24 января 1783 — назначение Е. Р. Дашковой на должность директора Санкт-Петербургской Императорской академии.
- 1783—1796 гг. (фактически до августа 1794) — годы управления Е. Р. Дашковой — время расцвета деятельности Академии наук. Е. Р. Дашкова, как руководитель академии, избрана членом научных обществ России, Франции, Германии, Швеции и Северной Америки.
- Октябрь 1783 — назначение княгини Е. Р. Дашковой председателем (президентом) созданной по её инициативе Императорской Российской академии. Дашковой был составлен устав Академии — «Начертания».
- 1783 — по инициативе Е. Р. Дашковой открыта Учительская семинария для подготовки педагогических кадров для народных училищ.
- Май 1783 — сентябрь 1784 — под руководством Е. Р. Дашковой издаётся журнал «Собеседник любителей российского слова». В журнале сотрудничали императрица Екатерина II, Г. Р. Державин, Д. И. Фонвизин, М. М. Херасков, В. В. Капнист, Я. Б. Княжнин и др.
- 1786—1796 гг. — под руководством Е. Р. Дашковой издаётся журнал «Новые ежемесячные сочинения» (вышло 120 частей).
- 1786—1791, 1793—1794 гг. — под руководством Е. Р. Дашковой издаётся новый журнал «Российский феатр или Полное собрание всех российских театральных сочинений».
- Январь 1788 — брак сына княгини — П. М. Дашкова с купеческой дочерью Анной Семёновной Алфёровой, повлёкший за собой ухудшение отношений между матерью и сыном.
- 1789—1794 гг. — издание под руководством и непосредственном участии Е. Р. Дашковой шеститомного «Словаря Академии Российской».
- 1791 — по инициативе Е. Р. Дашковой в Академии наук создаётся первый пенсионный фонд для малообеспеченных нетрудоспособных сотрудников.
- Ноябрь 1793 г. — конфликт с императрицей по поводу издания в августовском номере 1793 г. журнала «Российский феатр» трагедии Я. Княжнина «Вадим Новгородский».
- Е. Р. Дашкова испросила у императрицы двухгодичный отпуск для «поправления здоровья», который был продлён в 1796 г. ещё на один год. Более к исполнению обязанностей директора не возвращалась, но заочно из Москвы руководила Российской академией до смерти Екатерины II.
- Осень 1794 — ноябрь 1796 — император Павел I за участие в 1762 г в низложении отца императора Петра III ссылает Е. Р. Дашкову, жившую в Троицком, в деревню сына — Коротово, близ Череповца. Дочь А. М. Щербинина отправляется в ссылку вместе с матерью.
- Февраль 1797 — Павел I разрешает Е. Р. Дашковой вернуться в Калужское имение Троицкое без права посещения столицы.
- 1797—1801 гг. — княгиня Дашкова живёт в Троицком, посещает Москву, строит дом на Большой Никитской, гостит у брата А. Р. Воронцова в Андреевском, активно занимается устройством своих владений, ведёт активную переписку.
- Май 1801 — члены Российской Императорской академии письменно предлагают Е. Р. Дашковой занять пост председателя Академии. С её стороны следует отказ.
- Осень 1805 — конец 1806 — Е. Р. Дашкова пишет свои знаменитые «Записки».
- С 1808 г. — сотрудничество в журналах «Русский вестник» и «Друг просвещения».
- 4 января 1810 — смерть княгини Екатерины Романовны Дашковой в Москве в доме на Большой Никитской.
- 6 января 1810 — отпевание княгини в храме Малого Вознесения в Москве. Похороны княгини Екатерины Романовны Дашковой в храме Святой Живоначальной Троицы в калужском имении Троицкое.

## Память

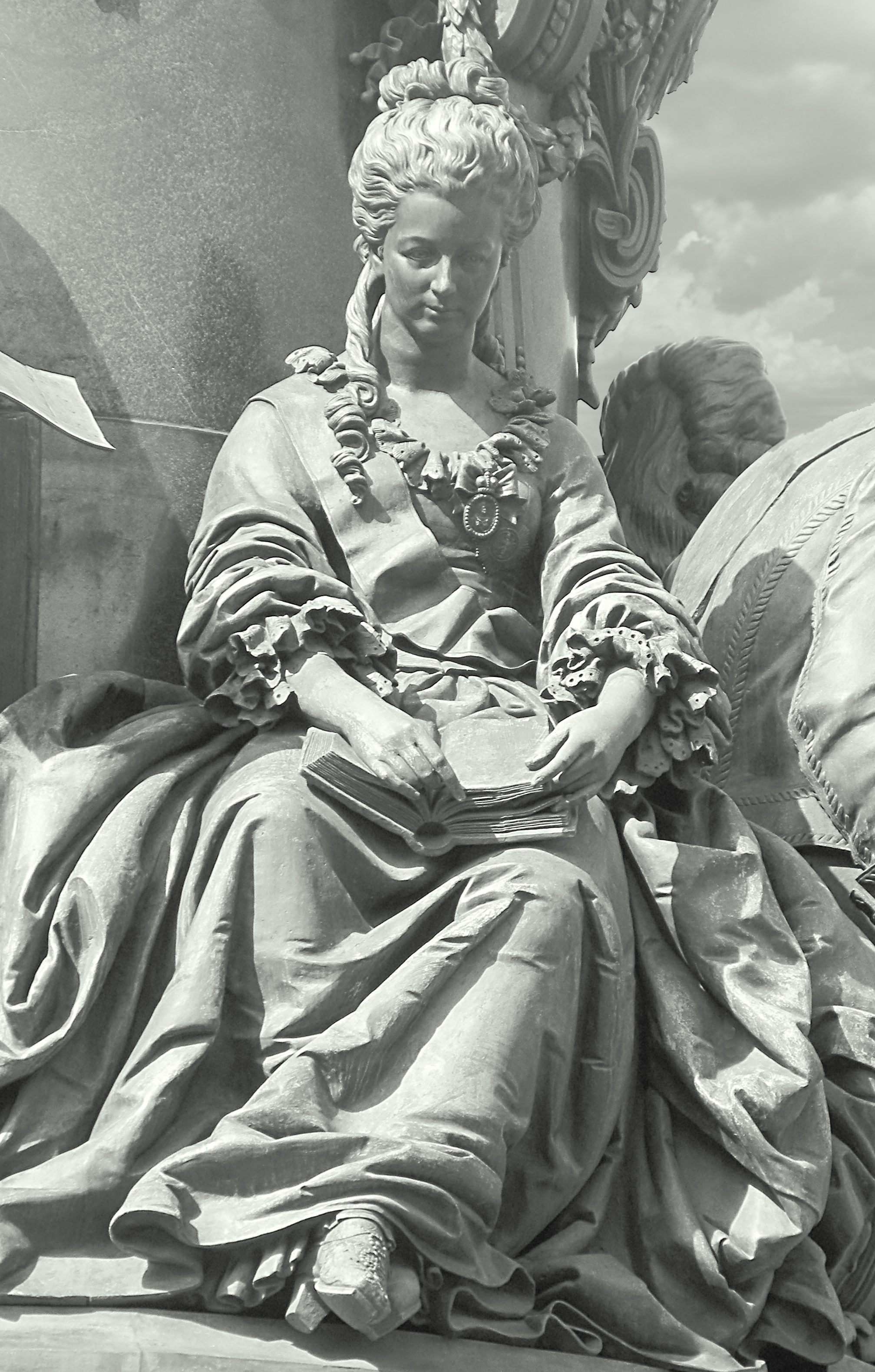
Дашкова Е. Р. (фрагмент памятника Екатерине Великой)

- В Санкт-Петербурге на Невском проспекте в центре сквера перед Александринским театром установлен памятник Екатерине II и её сподвижникам, созданный художником М. О. Микешиным и скульптурами М. А. Чижовым и А. М. Опекушиным. По правую руку императрицы рядом с Г. Р. Державиным единственная удостоенная такой чести женщина — княгиня Е. Р. Дашкова.
- В Санкт-Петербурге на проспекте Стачек сохранилась усадьба Дашковой — Кирьяново.
- В подмосковном Серпухове одна из улиц города носит имя Екатерины Дашковой, а на территории Серпуховского района есть деревня, названная в честь Дашковой — Дашковка.
- В подмосковном Протвино городская библиотека носит имя Екатерины Дашковой.
- В 1985 году в её честь назван кратер Дашковой на Венере.
- В 1992 году был создан Московский гуманитарный институт имени Е. Р. Дашковой. При нём существует Дашковское общество, изучающее наследие Дашковой.
- В 1999 году МГИ имени Е. Р. Дашковой была учреждена Медаль княгини Дашковой «За служение Свободе и Просвещению».
- В 1996 году была выпущена почтовая марка России, посвящённая Дашковой.
- 1840 (Англия) — первое издание «Записок» Дашковой, подготовленное Мартой Вильмот, на английском языке (в переводе с французского).
- 1859 — первое издание «Записок» Е. Р. Дашковой на русском языке, осуществлённое А. И. Герценом в Лондоне.
- 1993 — в Москве и Петербурге торжественно отметили 250-летие княгини Е. Р. Дашковой.
- 1 сентября 1993 г. — малой планете № 4594, открытой в Крымской астрофизической обсерватории 17 мая 1980 г., присвоено имя «Дашкова» в честь 250-летия княгини.
- 1994 — создано Дашковское общество. Положено начало систематическому изучению жизненного пути и государственной деятельности выдающейся деятельницы отечественной истории княгини Е. Р. Дашковой. Началось проведение ежегодных Дашковских чтений.
- 28 марта 1998 в средней школе № 1 г. Кремёнки Жуковского района Калужской области открыт мемориальный музей Е. Р. Дашковой.
- 22 октября 1999 по инициативе Московского гуманитарного института имени Е. Р. Дашковой в храме Святой Живоначальной Троицы в селе Троицком Калужской губернии, где погребена княгиня Дашкова, было восстановлено надгробие. Освящение проводил архиепископ Калужский и Боровский Климент.
- 1999 — Московским гуманитарным институтом имени Е. Р. Дашковой и Национальным комитетом Русских Императорских орденов учреждена медаль княгини Е. Р. Дашковой «За служение Свободе и Просвещению». Медаль включена в банк-регистр Совета по общественным наградам ООН (UNCOPA).
- 2001—2006 гг. — первое переиздание «Словаря Академии Российской 1789—1794 гг.»; совместный проект РАН и Московского гуманитарного института им. Е. Р. Дашковой.
- 29 января — 21 апреля 2003 — в Государственном историческом музее прошла выставка, посвящённая княгине Е. Р. Дашковой «Сей путь тебе принадлежит».
- 28 марта 2003 — в день 260-летия княгини по телеканалу ТВЦ состоялась демонстрация фильма «Княгиня Е. Р. Дашкова: штрихи к портрету», созданного МГИ Е. Р. Дашковой.
- 2006 — выставка «Княгиня и патриот: Екатерина Дашкова, Бенджамин Франклин и эпоха Просвещения» в Филадельфии (США).
- 2010 — Александром Воронцовым-Дашковым, потомком княгини, опубликована биография «Екатерина Дашкова. Жизнь во власти и опале» в серии «Жизнь замечательных людей».
- 2014 — в рамках проекта «Академический час» на телеканале Совета Федерации Федерального Собрания Российской Федерации «Вместе РФ» прочитаны две лекции: «Жизнь и деятельность княгини Екатерины Романовны Дашковой — феномен российской истории» и «Княгиня Екатерина Дашкова — выдающийся организатор науки и образования в России».
- Ежегодно 16 января (4 января по ст. стилю) в храме Малого Вознесения на Большой Никитской улице в Москве проходит панихида по Е. Р. Дашковой.
- Премия Правительства Санкт-Петербурга за выдающиеся научные результаты в области науки и техники: в номинации гуманитарные и общественные науки — премия им. Е. Р. Дашковой.

### Медаль княгини Е. Р. Дашковой
В ноябре 1999 г. Московским гуманитарным институтом им. Е. Р. Дашковой и Национальным комитетом кавалеров Русских Императорских орденов учреждена медаль княгини Е. Р. Дашковой «За служение Свободе и Просвещению». Медаль включена в Банк-регистр совета по общественным наградам ООН (UNCOPA)
В мае 2000 года в доме Правительства РФ первая золотая медаль княгини Е. Р. Дашковой «За служение Свободе и Просвещению» вручена Заместителю Председателя Правительства РФ Валентине Ивановне Матвиенко.

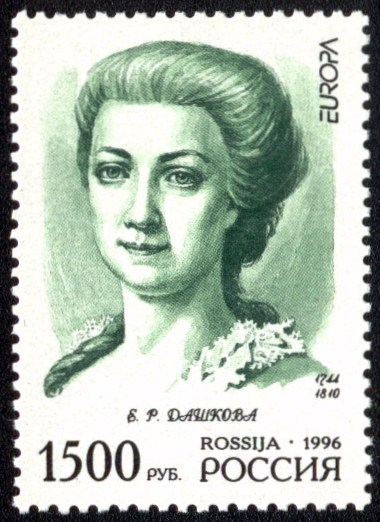
Почтовая марка России — Дашкова Екатерина Романовна (1996)

## Издания трудов Е. Р. Дашковой
- Memoirs of Princess Dachkaw. Ed. W. Bradford. — London: Henry Colburn Publishers, 1840.
- Записки княгини Е. Р. Дашковой, писанные ею самой. — Лондон: Изд. Вольной русской типографии А. И. Герцена и Н. П. Огарева, 1859.
- Записки княгини Е. Р. Дашковой[20] (перевод с французского, по изданию, сделанному с подлинной рукописи). Под редакцией и с предисловием Н. Д. Чечулина. — С.-Пб.: Изд. А. С. Суворина, 1907.
- Записки княгини Е. Р. Дашковой, писанные ею самой. — М.: Наука, 1990. — 512 с.
- Екатерина Дашкова. Записки 1743—1810. Подготовка текста, статья и комментарии Г. Н. Моисеевой). — Л.: Наука, 1985.
- Е. Р. Дашкова. Записки, письма сестёр М. и К. Вильмот из России[21]. Сост. Г. А. Веселая. — М.: Изд-во МГУ, 1987.
- Е. Р. Дашкова. Литературные сочинения. — М.: Правда, 1990.
- Е. Р. Дашкова. Записки, письма сестёр М. и К. Вильмот из России. — М.: Советская Россия, 1991.
- Princess Dachkova. «Mon histoire. Memoires d’une femme de lettres russe a l’epoque des Lumieres…». Compilateur Alexandre Woronzoff-Dashkoff. — France; Canada: L’Harmattan, 1999.
- Е. Р. Дашкова. О смысле слова воспитание. Сочинения, письма, документы. Сост. Г. И. Смагина. — С.-Пб.: «Дмитрий Буланин», 2001.
- Е. Р. Дашкова Записки. Статья и примечания Г. Н. Моисеевой. — С.-Пб.: «Азбука», 2011.

## Киновоплощения
- 1986 — Михайло Ломоносов (часть «Во славу Отечества») — Марина Федина
- 1990 — Царская охота — Светлана Смирнова
- 2002 — фильм «Княгиня Дашкова: штрихи к портрету», МГИ им. Е. Р. Дашковой, 2002 г. (трансляция по телеканалу ТВЦ 28 марта 2003 г.)
- 2005 — Фаворит — Анна Геллер
- 2010 — 9-серийный фильм «Статс-дама при императорском портрете», создатель — документалист Майя Меркель
- 2015 — Великая — Светлана Фролова
- 2023 — Екатерина. Фавориты — Анна Ковальчук
- 2024 — Великая Золотой век — Софья Синицына

### Комментарии
1. ↑  Распространён миф, который восходит к научно-популярной книге Сергея Некрасова «Российская Академия», о том, что Дашкова предложила использовать букву «ё». Это неверно: Дашкова предложила узаконить использование диграфа «іô» для обозначения этого звука, который уже использовался некоторыми авторами[9].

### Современная
- Воронцов-Дашков А. И. Екатерина Дашкова: Жизнь во власти и опале. — М.: Молодая гвардия, 2010. — 336 с. — (Жизнь замечательных людей). — 5000 экз. — ISBN 978-5-235-03295-8.
- Тычинина Л. В. Великая россиянка. — М.: Наука, 2002. — 258 с. — 1000 экз. — ISBN 5-02-008811-0.
- Тычинина Л. В., Бессарабова Н. В. Княгиня Дашкова и императорский двор / Московский гуманитарный ин-т им. Е. Р. Дашковой. — М.: МГИ им. Е. Р. Дашковой, 2006. — 173, [16] с. — ISBN 5-89903-040-2.
- Тычинина Л. В., Бессарабова Н. В. «…Она была рождена для больших дел»: Летопись жизни княгини Е. Р. Дашковой. — М.: МГИ им. Е. Р. Дашковой, 2009. — 328 с. — 200 экз. — ISBN 978-5-89903-129-8.
- Лозинская Л. Я. Во главе двух академий. — 2-е изд., испр. и доп. — М.: Наука, 1983. — 144 с. — (Страницы истории нашей Родины).
- Валькова О. А. Штурмуя цитадель науки. Женщины-ученые Российской империи. — М.: НЛО, 2019. — ISBN 978-5-4448-1058-3.
- Woronzoff-Dashkoff A. Dashkova: A Life of Influence and Exile. Philadelphia, «American Philosophical Society», 2008
- Д. Л. Мордовцев «Замечательные исторические женщины на Руси». — Калининград: Янтарный сказ, 1994
- Л. И. Третьякова «Российские богини». — М.: Изограф, 1996
- Е. Р. Дашкова. Исследования и материалы. — С.-Пб: «Дмитрий Буланин», 1996
- Э. Г. Кросс «У Темзских берегов. Россияне в Британии в XVIII веке». — С-Пб.: «Академический проект», 1996
- Н. Молева «Княгиня Екатерина Дашкова». — М.: Армада, 1996
- Е. Н. Марасинова «Психология элиты российского дворянства последней трети XVIII века (По материалам переписки)». — М.: РОССПЕН, 1999
- Ю. Безелянский «Страсти по Луне». — М.: Радуга, 1999
- Е. Р. Дашкова и её время: исследования и материалы. М., 1999
- Словарь Академии Российской. 1789—1794. В 6 томах. — М.: МГИ им. Е. Р. Дашковой, 2001—2007
- Е. Р. Дашкова и А. С. Пушкин в истории России. Москва, МГИ им. Е. Р. Дашковой, 2000
- Пряшникова М. П. Е. Р. Дашкова и музыка. — М.: МГИ им. Е. Р. Дашковой, 2001
- Е. Р. Дашкова и российское общество XVIII столетия. М., 2001
- Дашкова Е. Р. О смысле слова «Воспитание»: Сочинения. Письма. Документы. СПб., 2001
- В. Н. Алексеев «Графы Воронцовы и Воронцовы-Дашковы в истории России». — М.: Центрполиграф, 2002
- Е. Р. Дашкова и её современники. — М.: МГИ им. Е. Р. Дашковой, 2002
- Файнштейн М. Ш., «И славу Франции в России превзойти». Российская Академия и развитие культуры и гуманитарных наук, Москва-СПб, 2002
- Веселая Г. А., Фирсова Е. Н., Москва в судьбе княгини Дашковой. — М.: МГИ им. Е. Р. Дашковой, 2002
- Michelle Lamarche Marrese «A Woman’s Kingdom. Noblewomen and the Control of Property in Russia, 1700—1861». Cornell University Press. Ithaca and London. 2002
- Е. Р. Дашкова. Личность и эпоха. — М.: МГИ им. Е. Р. Дашковой, 2003
- Е. Р. Дашкова. Портрет в контексте истории. — М.: МГИ им. Е. Р. Дашковой, 2004
- Е. Р. Дашкова и эпоха Просвещения. — М.: МГИ им. Е. Р. Дашковой, 2005
- Е. Р. Дашкова и золотой век Екатерины. — М.: МГИ им. Е. Р. Дашковой, 2006
- Смагина Г. И. Сподвижница Великой Екатерины: очерки о жизни и деятельности княгини Е. Р. Дашковой / Рос. акад. наук, Ин-т истории естествознания и техники, С.-Петерб. фил., Моск. гуманитар. ин-т им. Е. Р. Дашковой. — СПб.: Росток, 2006. — 360 с. — 1000 экз. — ISBN 5-94668-042-0.
- Смагина Г. И. Княгиня и ученый: Е. Р. Дашкова и М. В. Ломоносов (к 300-летию со дня рождения М. В. Ломоносова). СПб.: Росток, 2011. — 416 с., ил., 1000 экз., ISBN 978-5-94668-097-4
- Е. Р. Дашкова в науке и культуре. — М.: МГИ им. Е. Р. Дашковой, 2007
- Е. Р. Дашкова и представители века просвещения. — М.: МГИ им. Е. Р. Дашковой, 2008
- Долгова С. Р. Княгиня Е. Р. Дашкова и семья Малиновских. М., 2002
- Е. Р. Дашкова: Великое наследие и современность. — М., 2009
- Е. Р. Дашкова и представители века Просвещения. — М., 2008
- Palmer, Elena. Peter III. Der Prinz von Holstein. — Sutton, Germany 2005, ISBN 3-89702-788-7
- В.Шестаков «Русские в Британских университетах. Опыт интеллектуальной истории и культурного обмена». — С-Пб: «Нестор-История», 2009
- Е. Р. Дашкова и XVIII век: от Российской империи к современной цивилизации. — М.: МГИ им. Е. Р. Дашковой, 2010
- М. П. Пряшникова. «Из истории музыкальной культуры XVIII века». — М.: МГИ им. Е. Р. Дашковой, 2010
- Женская история и современные гендерные роли: переосмысливая прошлое, задумываясь о будущем. том I. — М., 2010
- Г. В. Черноголовина Княгиня северной весны. — М.: МГИ им. Е. Р. Дашковой, 2010
- Е. Р. Дашкова и Екатерининская эпоха: культурный фундамент современности". — М.: МГИ им. Е. Р. Дашковой, 2011
- Е. Р. Дашкова и XVIII век: Традиции и новые подходы. — М.: МГИ им. Е. Р. Дашковой, 2012
- Е. Р. Дашкова в кругу современников: исторические личности и эпоха". — М.: МГИ им. Е. Р. Дашковой, 2013
- А. Шишов Екатерина Дашкова. — М.: «Книжный клуб Книговек», 2013
- Е. Р. Дашкова и русская культура: От эпохи Просвещения к современности. — М.: МГИ им. Е. Р. Дашковой, 2014
- Е. Р. Дашкова и Екатерина Великая: Культурное наследие и современность. — М.: МГИ им. Е. Р. Дашковой, 2014
- Е. Р. Дашкова и её время в культурном пространстве России и Европы. — М.: МГИ им. Е. Р. Дашковой, 2016
- Е. Р. Дашкова и развитие культуры в эпоху Просвещения. — М.: МГИ им. Е. Р. Дашковой, 2016
- Посвящается 275-летию княгини Екатерины Романовны Дашковой. Сборник научных статей. — С-Пб.: Музей «Нарвская застава», 2018
- Екатерина II и княгиня Дашкова. Взгляд из XXI века. — М.: 2018
- Л. В. Тычинина. Княгиня Е. Р. Дашкова: портрет в контексте истории. Каталог выставки. — М., 2018

### XIX век
- Ср. Д. Иловайский. Биография Дашковой // Сочинения, 1884;
- Афанасьев А. Н.. Литературные труды Дашковой // Отечественные записки, 1860, № 3,
- Афанасьев А. Н. Директор академии наук Дашкова // Чтен. общ. ист. 1867, I;
- Сухомлинов M. История Российской академии, ч. 1;
- Семевский В. И.. Русская старина 1874, 8;
- Добролюбов Н. А., «О Собеседн.» (соч. т. 1);
- Галахов Отечественные записки 1856, 11, 12;
- Пекарский, Материалы для истории журн. деят. имп. Екатерины // Записки академии наук, VIII т.;
- Русский архив, 1880, III кн., 1881, I и II;
- Архив князя Воронцова, кн. XXI (СПб. 1888);
- Суворин А. С., Кн. Е. Р. Дашкова, вып. 1, СПб. 1888.
- Чечулин Н. Д. Дашкова, Екатерина Романовна // Русский биографический словарь : в 25 томах. — СПб., 1905. — Т. 6: Дабелов — Дядьковский. — С. 119—130.
- Лященко А. И. Дашкова, Екатерина Романовна // Энциклопедический словарь Брокгауза и Ефрона : в 86 т. (82 т. и 4 доп.). — СПб., 1893. — Т. X. — С. 164—165.
- Есипов Г. В. К биографии княгини Е. Р. Дашковой // Исторический вестник. — СПб.: Тип. А. С. Суворина. — 1882. Т. 9. — С. 668—675
- С. Ш. Кирьяново, дача княгини Дашковой // Исторический вестник. — СПб.: Тип. А. С. Суворина. — 1883. Т. 11. — С. 426—428
- Дополнительные сведения о даче Кирианово // Исторический вестник. — СПб.: Тип. А. С. Суворина. — 1883. Т. 11. — С. 72
- Дашкова Е. Р. Замечания княгини Дашковой на сочинение Рюльера // Русский архив, 1877. — Кн. 2. — Вып. 8. — С. 360.
- Дашкова Е. Р. Отпускная на волю / Сообщ. А. Томашевичем // Русская старина, 1873. — Т. 8. — № 11. — С. 808.